# 普雷斯科特 (愛荷華州)
普雷斯科特（英語：Prescott）是一個位於美國愛荷華州亞當斯縣的城市。

## 地理
普雷斯科特的座標為42°01′21″N 91°36′45″W / 42.02250°N 91.61250°W，而該地的平均海拔高度為364米（即1194英尺）。

## 人口
根據2010年美國人口普查的數據，普雷斯科特的面積為1.04平方千米，均為陸地。當地共有人口257人，而人口密度為每平方千米247人。